# The Los Sri Lanka Parakramabahu Brothers featuring Elio e le Storie Tese
The Los Sri Lanka Parakramabahu Brothers featuring Elio e le Storie Tese è un maxi-singolo di Elio e le Storie Tese del 1990, comunemente noto fra i fan come "Il disco pacco Di Natale" o anche come il "Red Album".
In realtà in questa occasione gli Elii fingono di collaborare soltanto col fantomatico gruppo The Los Sri Lanka Parakramabahu Brothers, che altro non sono se non amici e parenti dei due ragazzi singalesi, dello Sri Lanka, che facevano le pulizie nel loro studio di registrazione.

## Tracce
1. Introducing the Real Pulun Vage Sudu Raula Digay (intro) – 1:00
2. Pulun Vage Sudu Raula Digay – 1:08
3. Outroducing the Real Pulun Vage Sudu Raula Digay (outro) – 0:27
4. Agnello Medley – 2:35
5. Parakramabahu Rajatuma (Live in concertino) – 3:06
6. Natale in casa Wizzent – 5:54
7. Silos (Live in concertino) – 4:21
8. Raccomando – 2:12

### Tracce bonus (versione CD)
1. Giocatore mondiale – 7:05
2. Born to be Abramo (Saturday Night Strage) – 5:35

## Descrizione tracce
- Introducing the Real Pulun Vage Sudu Raula Digay: introduzione al disco.
- Pulun Vage Sudu Raula Digay: presunta hit del duo cingalese, tornerà in Il vitello dai piedi di balsa in Italyan, Rum Casusu Çikti. Si tratta di una canzone natalizia cingalese.
- Outroducing the Real Pulun Vage Sudu Raula Digay: introduzione ad Agnello Medley.
- Agnello Medley: è un medley di alcune canzoni natalizie (Bianco Natale, Astro del ciel, Tu scendi dalle stelle e Sulla slitta, versione italiana di Jingle Bells).
- Parakramabahu Rajatuma: versione live dell'omonima registrazione in studio contenuta in Elio Samaga Hukapan Kariyana Turu.
- Natale in casa Wizzent: è presente un brano al pianoforte registrato al contrario: è l'aria Titoli di Ennio Morricone dal film Giù la testa di Sergio Leone. Il Wisent è il nome del bisonte europeo. Piotr Ilic è il nome di Piotr Ilič Čaikovskij.
- Silos (Live In Concertino): versione live dell'omonima canzone di Elio Samaga Hukapan Kariyana Turu.
- Raccomando: Elio ripete l'ultima frase di Natale In Casa Wizzent, ossia Buon Natale e... mi raccomando.
- Giocatore mondiale: era la sigla di Quasi gol, il programma radiofonico in cui la Gialappa's Band commentava i Mondiali di Italia '90. Canta anche Pierangelo Bertoli (peraltro citando uno spot della "pubblicità progresso" contro le barriere architettoniche di cui era protagonista) e ci sono qua e là campionamenti dai cartoni della Warner Bros. Alla fine della canzone sentiamo le voci di Nando Martellini e Sandro Pertini dalla finale dei Mondiali di Spagna '82.
- Born to be Abramo (Saturday Night Strage): è il remix della versione contenuta in Sveliatevi! Born to Be Abramo. Il finale è una citazione di French Kiss di Lil Louis.

## Formazione
- The Los Sri Lanka Parakramabahu Brothers - voci
- Elio - voce
- Cesareo - chitarra
- Faso - basso
- Rocco Tanica - tastiera
- Feiez - sassofono
- Curt Cress - batteria

### Altri musicisti
- Orso Maria Goretti - percussioni
- Abuabua - batteria
- Fidelio Rossi - violino in Silos (Live in concertino)
- Pierangelo Bertoli - voce in Giocatore mondiale